# 罗马-不列颠文化

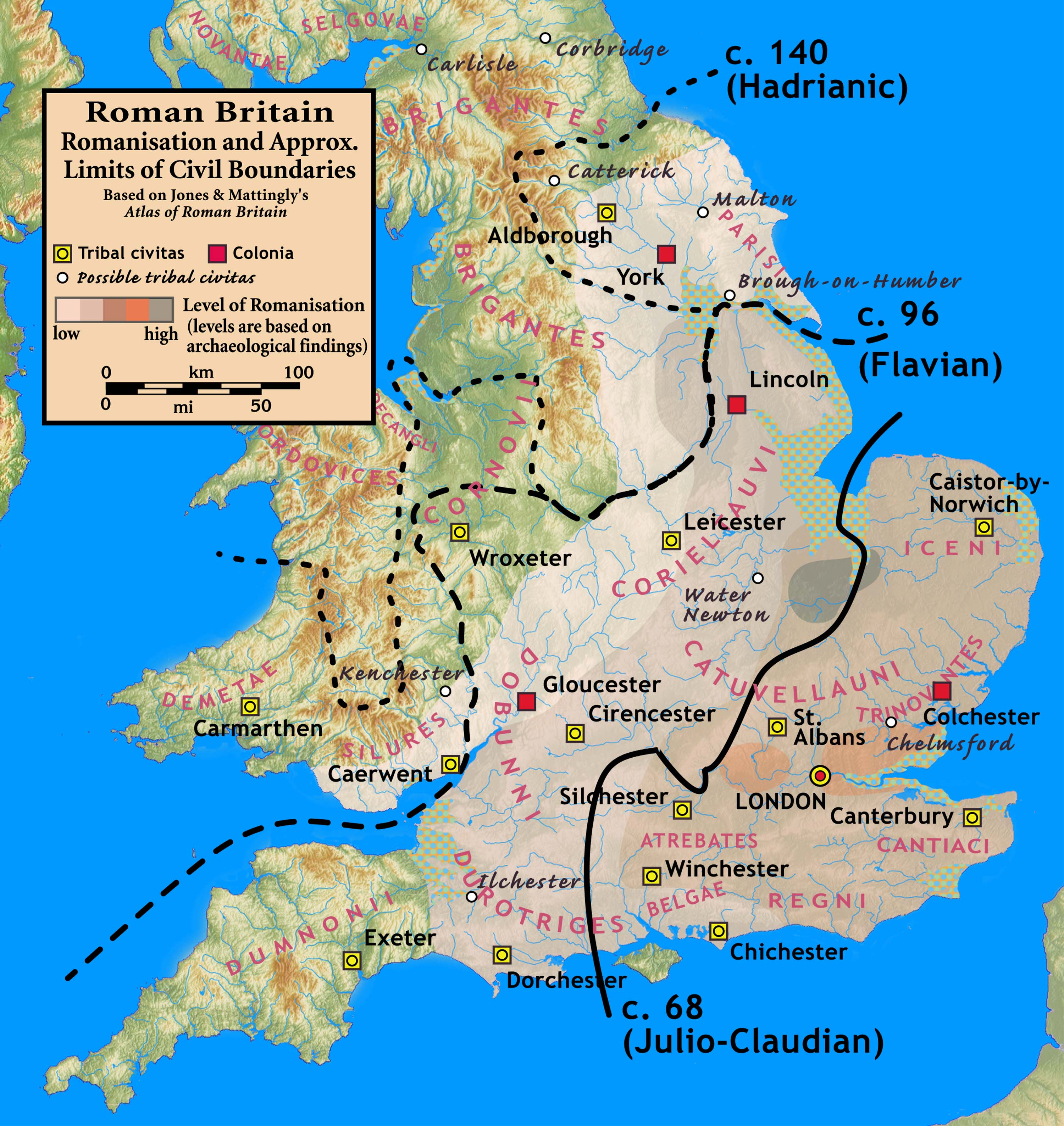
基於考古學的研究關於整個大不列顛島羅馬化的相對程度。全島羅馬化程度最大的範圍在東南部，一直延伸向西部直到羅馬化較小的北部為止，西部的界線自坎伯到塞文河口，包括羅馬化程度極微小或不存在的康和郡和德雲郡。

羅馬-不列顛文化(英語：Romano-British culture)是公元43年羅馬征服不列顛設立行省後，在羅馬帝國統治下在大不列顛島興起的文化。它起因於羅馬人輸入的古羅馬文化與不列顛土著凱爾特布立吞人的語言和習俗融合後發展形成。羅馬-不列顛文化在五世紀羅馬人撤出行省後依然存在於大不列顛島，最終在威爾斯地區找到自己的一個根據地，在那裡構成了威爾斯文化的基礎。
基斯杜化·薛達(Christopher Snyder)等學者認為在5世紀和6世紀—大約從410年羅馬軍團撤出到597年坎特伯雷的奧古斯丁來到大不列顛島時—不列顛南部在盎格魯-撒克遜人的侵襲下仍保留了活躍的亞羅馬文化， 甚至在寫作時還使用口語化拉丁語。

## 羅馬人的到來

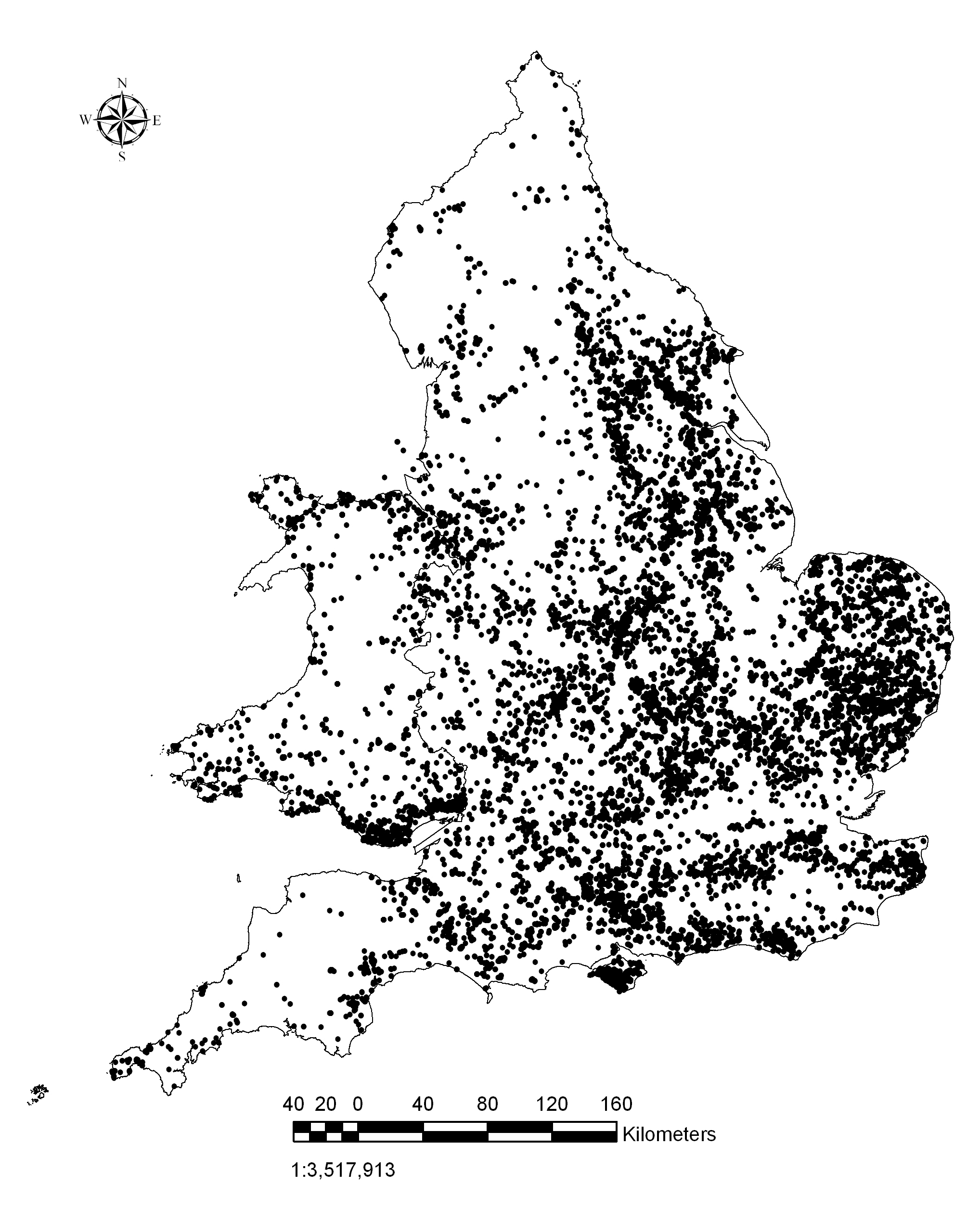
羅馬硬幣的發現清楚地指出"羅馬化"存在於羅馬不列顛的最大領域

公元43年在羅馬皇帝克勞狄斯統治時期，主要來自鄰近行省的羅馬軍隊入侵現在是英格蘭的一部分。隨後的數年時間裡設立了不列顛尼亞行省，最終行省的範圍包括後來成為英格蘭與威爾斯與及小部分蘇格蘭的地區。 克勞狄斯佔領了高車士打，不列顛的十一個部落國王也向羅馬軍隊投降。到47年，羅馬人入侵了不列顛南部，並侵佔握有許多自然資源的領土。這導致了帝國財富的增加。羅馬人通過城市化和新的公共建築群發展了高車士打。 成上千萬的羅馬商人和官員及其家屬定居在不列顛尼亞。不列顛尼亞的羅馬士兵來自帝國的四面八方的行省，由遠至西班牙、敘利亞、埃及和日耳曼尼亞的巴塔維亞和菲士蘭（現代荷蘭、比利時和德國萊茵蘭地區）駐紮在羅馬人的城鎮，而且許多羅馬士兵與當地的凱爾特布立吞人通婚。
在四世紀末不列顛尼亞行省本土的360萬總人口外，羅馬陸軍及其家屬與扈從的人口總計達12.5萬人。 有很多從事其他專門職業的人移民到不列顛尼亞，如來自敘利亞行省的雕塑家和來自地中海東部的醫生。 最終形成這種多樣化的不列顛文化和宗教，而普通的老百姓仍然是以羅馬人的生活方式為生的凱爾特族為主體。
360萬人口中大多數人是在農村生活，約24萬人生活在城市， 首府倫蒂尼恩約有6萬人。倫蒂尼恩和其他羅馬-不列顛城市是種族多元化的城市，居民來自整個羅馬帝國，包括不列顛尼亞本地人，以及來自歐洲大陸、中東和北非的移民。
不列顛尼亞在三世紀危機先是羅馬帝國獨立出去的高盧帝國疆域的一部分，其後在286年是自立為不列顛和高盧北部皇帝的篡位者卡勞修斯和阿列圖斯統治下的一部分。
早期基督教在3世紀來到不列顛尼亞。早期的一個基督教人物—殉道聖人聖奧爾本，根據傳說他在羅馬皇帝德西烏斯統治期間來到不列顛尼亞並且在羅馬城鎮維魯拉米恩附近，現在稱呼為聖奧爾本斯的遺址上殉道。

## 羅馬公民
羅馬表現影響力的一方面可見於在不列顛人中授予羅馬公民身份。 起初這是非常有選擇性地給予的：只有授予一定程度等級的城鎮議會成員和一些本土的舊奴隸主，一些土著的布立吞人國王，如科吉杜布努斯以這種方式獲得了公民身份。另外羅馬的習慣做法是無論是軍團兵或輔助軍團士兵都—律為退役老兵授予公民身份。隨著後代的繼承和更多人獲得公民身份， 羅馬公民的數目不斷地增加。最後在212年所宣佈的安東尼努斯敕令，除了奴隸和被釋放的奴隸外，為所有羅馬帝國的人授予完整的羅馬公民權。 羅馬公民身份有許多好處，例如，公民可以自己做決定，可以請求保護，並且可以在羅馬法的保護下在社區內分擔財產/工作。 其他的不享有羅馬公民身份的行省自由民繼續在他們祖先的律法下生活。沒有公民身份的主要不利條件是，他們不能擁有具有拉丁頭銜的土地，不能在羅馬軍隊中擔任軍團兵（雖然他們可以在輔助軍團服役，退役後成為羅馬公民），或者總體來說，不能從羅馬公民那裏繼承到遺產。但對於大多數與他們的土地束縛一起的不列顛農民來說，公民權不會太大改變到他們的日常生活。 在共和時期，外邦人(peregrine)被進一步稱為peregrini dediticii意思是屈服投降的外來人，並被禁止獲得羅馬公民身份。 這些外邦人得不到公民的任何福利、工作、地位或認同感。羅馬人繼續給peregrini dediticii打上烙印為自由民或外邦人，受盡折磨並被永遠排除在羅馬公民身份之外。

## 羅馬人離開不列顛
羅馬皇帝弗拉維烏斯·奧古斯都·霍諾留下令駐不列顛的羅馬軍隊返回本國義大利防禦西哥特人的入侵。407年君士坦丁三世最初是起兵反抗霍諾留自立為帝，並進一步帶領軍隊入侵高盧，但後來被皇帝霍諾留於409年承認其是共治皇帝。羅馬人離開不列顛後，皇帝霍諾留建議羅馬-不列顛人「尋求建立自己的防衛力量」。向西羅馬將軍埃提烏斯求助的一封被稱為不列顛人呻吟的請求信，可能為不列顛從衰落的西羅馬帝國帶來了一些羅馬海軍的短暫援助，但除此之外他們只能依靠自己。

## 後羅馬時期

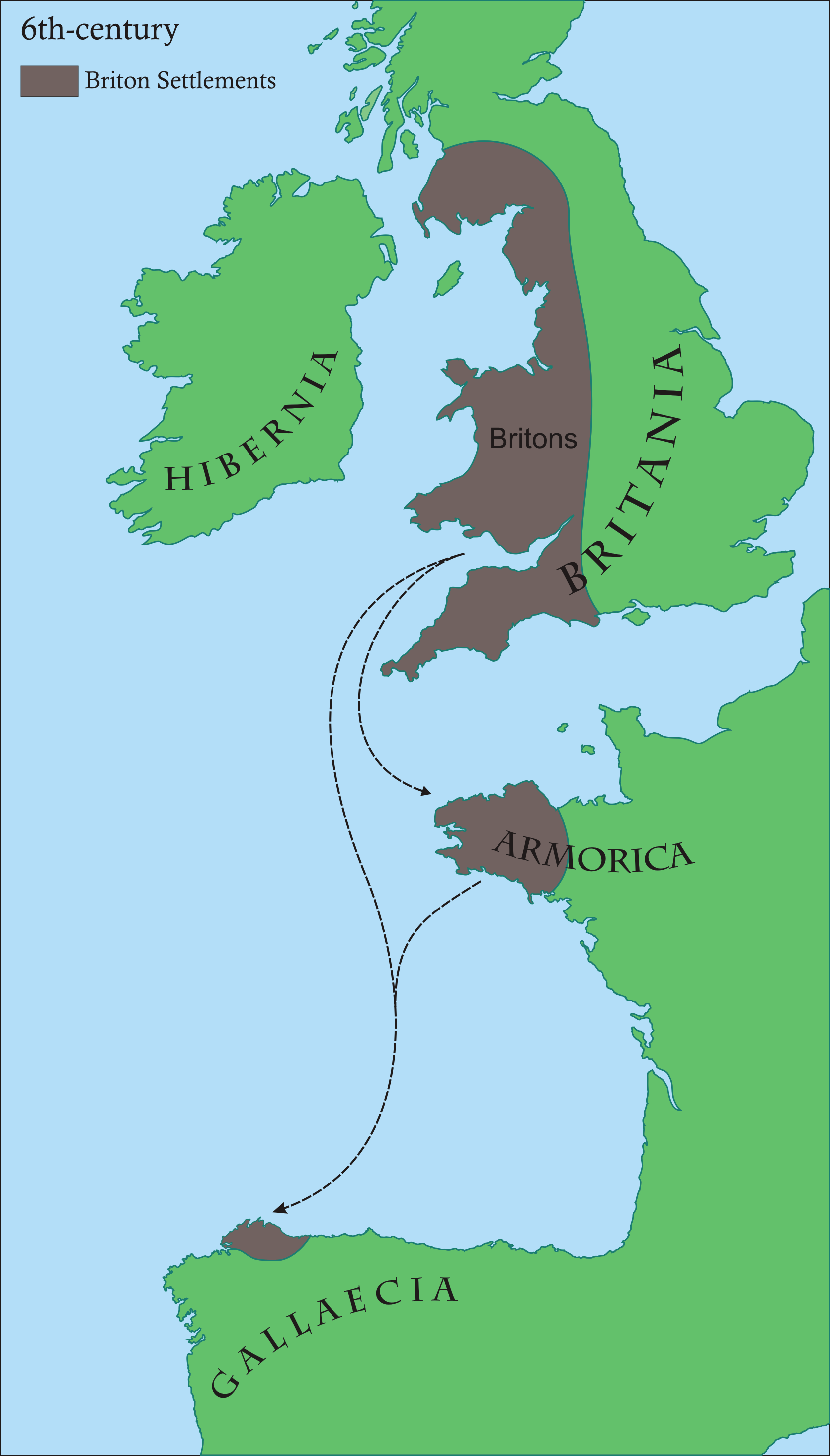
不列顛人在6世紀的定居點

在羅馬人離開後的早期階段，低地和城市可能有一些組織或"地方議會"負責去管治不列顛，而倫敦主教的出現擔當了關鍵角色，但不列顛人在政治上分裂為退役士兵，雇傭兵，貴族，官員和農民，他們彼此間互相爭鬥並且分別自立為不列顛國王，內亂讓不列顛面臨入侵。 該時期可能已經出現了一個親羅馬和一個獨立派系的內訌。此時唯一知其名的領袖是沃蒂根，他可能擁有至高王的頭銜。來自北方的皮克特人和愛爾蘭的斯科特人的劫掠迫使不列顛人尋求異教的日耳曼族的盎格魯人，撒克遜人和朱特人的援助，然後異教徒決定在不列顛定居。一些羅馬化布立吞人/不列顛人遷移到布列塔尼半島，蘇維匯王國，可能還有愛爾蘭島。
盎格魯-撒克遜人在5世紀控制了英格蘭東部。在6世紀中葉，他們開始擴張到中部地區，然後在7世紀，他們再次擴展到英格蘭的西南部和北部。不列顛南部一部分未被征服的地區，值得注意的是保留了他們的羅馬-不列顛文化的威爾斯，特別是維持了基督教信仰。講日耳曼語的族群成員亦遷居到大不列顛島的南部。 在後羅馬時期，文化交流可見於這些日耳曼定居點。
一些盎格魯-撒克遜歷史記載（在語境下）用"威爾斯人"一詞來代指羅馬-不列顛人。 威爾斯人這個詞來源於一個古英語單詞，意思是"外來人"，指的是不列顛南部的老居民。 從歷史上看，威爾斯和西南半島分別被稱為北威爾斯和西威爾斯。 英格蘭北部的凱爾特地區和蘇格蘭南部在威爾斯語中被稱為古北境。
這一時期的鬥爭催生了烏瑟王和亞瑟王的傳說。在那一點上有許多學說，但有時主張羅馬-不列顛人的反抗軍領袖安布羅休斯·奧理安是前述人物的模板，而亞瑟王的卡美洛宮廷是威爾斯人和康和人對前撒克遜時期羅馬-不列顛文明理想化的回憶。

## 文獻
- Jones, Michael (1996) The End of Roman Britain. Ithaca: Cornell University Press
- Myres, John (1960) Pelagius and the End of Roman Rule in Britain. In: Journal of Roman Studies, 50, 21–36.
- Pryor, Francis (2004) Britain AD: a Quest for Arthur, England and the Anglo-Saxons. London: Harper Collins ISBN 0-00-718186-8
- Radford, C. A. Ralegh (1939) Tintagel Castle. London: H.M.S.O. (Reprinted by English Heritage 1985)
- Thomas, Charles (1993) Tintagel: Arthur and Archaeology. London: English Heritage

## 外部連結
- The Romans in Britain （页面存档备份，存于）
- The Plague that made England （页面存档备份，存于）
- Google Book: The making of England of Richard Green (1881)
- Ethnic and cultural consequences of the war between Saxons and romanised Britons （页面存档备份，存于）